# ブルースペックCD
ブルースペックCD（ブルースペック・シーディー、Blu-spec CD）は、ソニー・ミュージックエンタテインメントが開発した高音質音楽CDの名称。略称は「BSCD」。2008年12月24日に発売が開始された後、2012年12月5日には改良版のブルースペックCD2（ブルースペック・シーディー・トゥー、Blu-spec CD2）の発売が開始された。
規格的には従来の音楽CDと変わらないため、既存のCDプレーヤーで再生できる。

## 概要
Blu-ray Discの技術を応用しているのが特徴であり、名称もそれに由来する。Blu-ray Discの製造技術によって従来のCD製造を見直し、より精密に製造された音楽CDメディアを目指した。
「ブルースペックCD (Blu-spec CD)」の名称およびロゴマークは、ソニー・ミュージックエンタテインメントの商標である。

### Blu-spec CD
従来のCDの製造工程に対し、以下の2点を改善している。
1. Blu-ray Disc用に開発された高分子ポリカーボネート樹脂をディスク素材として採用した。従来のものより、透明度や厚みの変化が少ないため、CD信号を読み取る時点で発生するジッター（揺らぎ）を低減する効果がある。スーパー・ハイ・マテリアルCDと類似した技術である。
2. Blu-ray Disc用に開発された青紫色半導体レーザーをカッティングに採用した。従来の赤色半導体レーザーよりも短波長のため、さらなる極微細加工が可能となり、精度が高いピットを作成できる効果がある。

邦楽作品第1号は、UNICORNのアルバム『シャンブル』。

### Blu-spec CD2
Blu-spec CDの製造工程に対して、以下の2点を改善している。
1. 原盤材料に半導体製造用シリコンウェハーを採用した。従来のガラスより極微細加工が可能となり、精度が高いピットを作成できる効果がある。また、ガラスではプレス用のメタルマスターを作る必要があったが、原盤でダイレクトにプレスできるようになる。このため、エラーが混入する工程を省けた。
2. 原盤の記録層に、金属酸化物レジスト（熱記録）を採用した。従来のフォトレジスト（光記録）と比べ、より精度が高いピットを作成できる効果がある。

邦楽作品第1号は、UNICORNのアルバム『Quarter Century Single Best』。